# Bahnhof Mönichkirchen
Der Bahnhof Mönichkirchen der Wechselbahn befindet sich nordöstlich unter Mönichkirchen in Mitteregg in der Katastralgemeinde Großes Amt der Gemeinde Aspangberg-St. Peter im Bezirk Neunkirchen in Niederösterreich. Das Aufnahmegebäude steht unter Denkmalschutz (Listeneintrag).

## Beschreibung
Der mittlerweile aufgelassene Bahnhof Mönichkirchen wurde 1910 in späthistoristischen Formen als Teil der Wechselbahn errichtet. Das Gebäude entspricht einem genormten Typenbau der k.k. Staatsbahnen, welcher auch an der Pyhrnbahn und an der Wachauerbahn errichtet wurde.
Im Balkanfeldzug wurden vom 12. bis 25. April 1941 der Bahnhof und der Große Hartbergtunnel als Führerhauptquartier Frühlingssturm genutzt.

Mit 2. Juni 1996 wurde der mittlerweile zu einer unbesetzten Haltestelle degradierte Bahnhof aufgelassen.

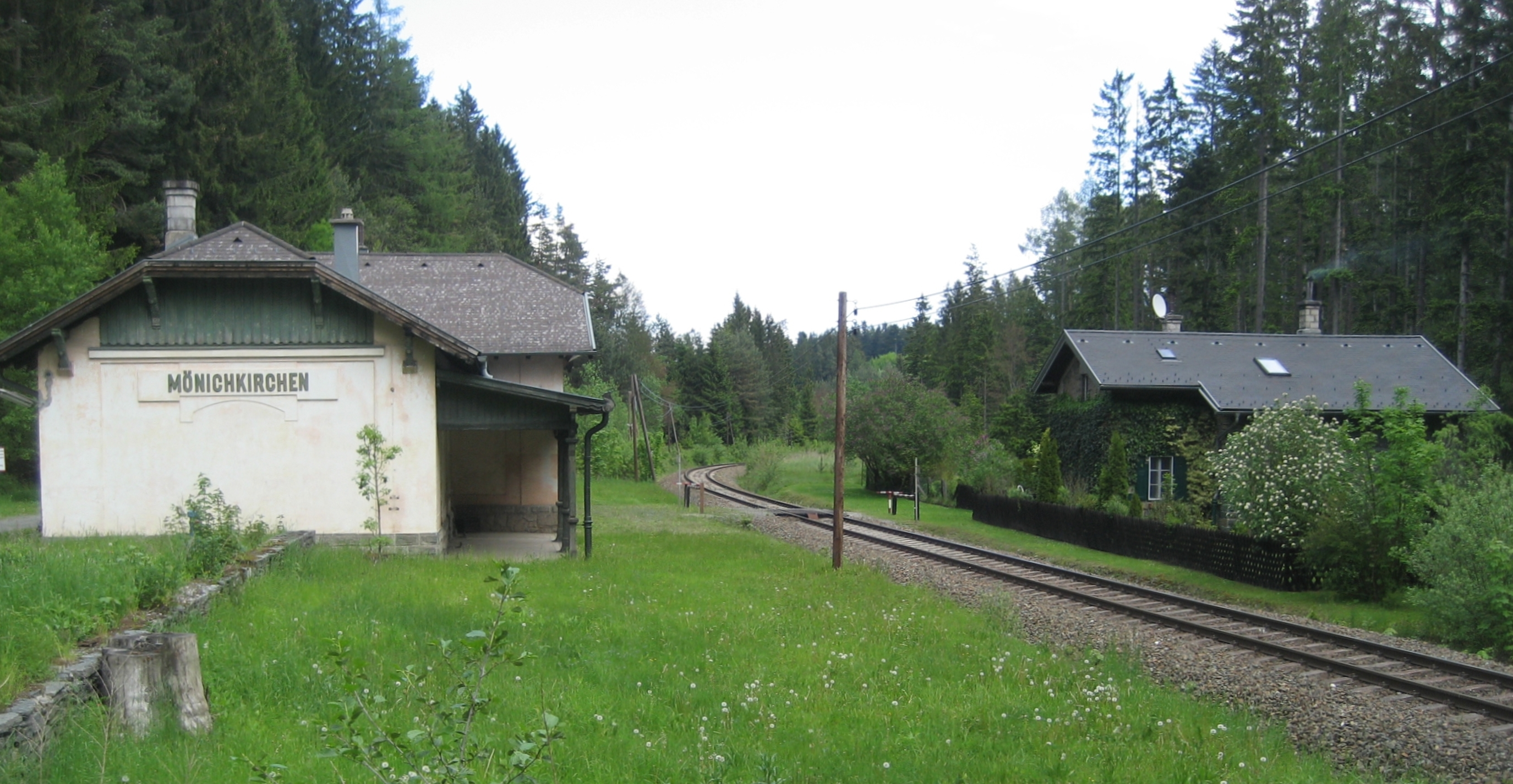
Ehem. Bahnhof und ehemaliges Wächterhaus
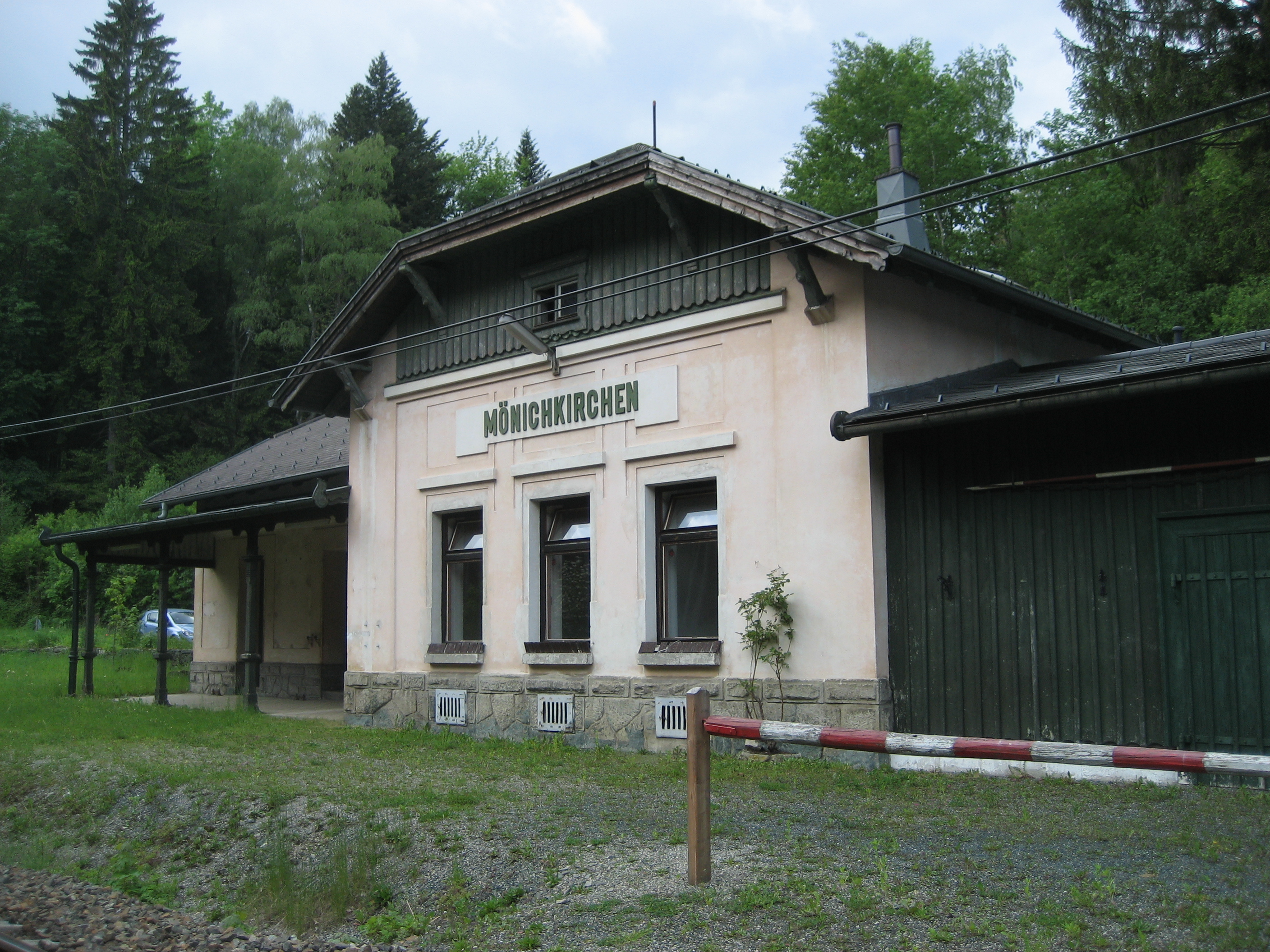
Aufnahmegebäude mit Veranda und Güterschuppen (rechts)
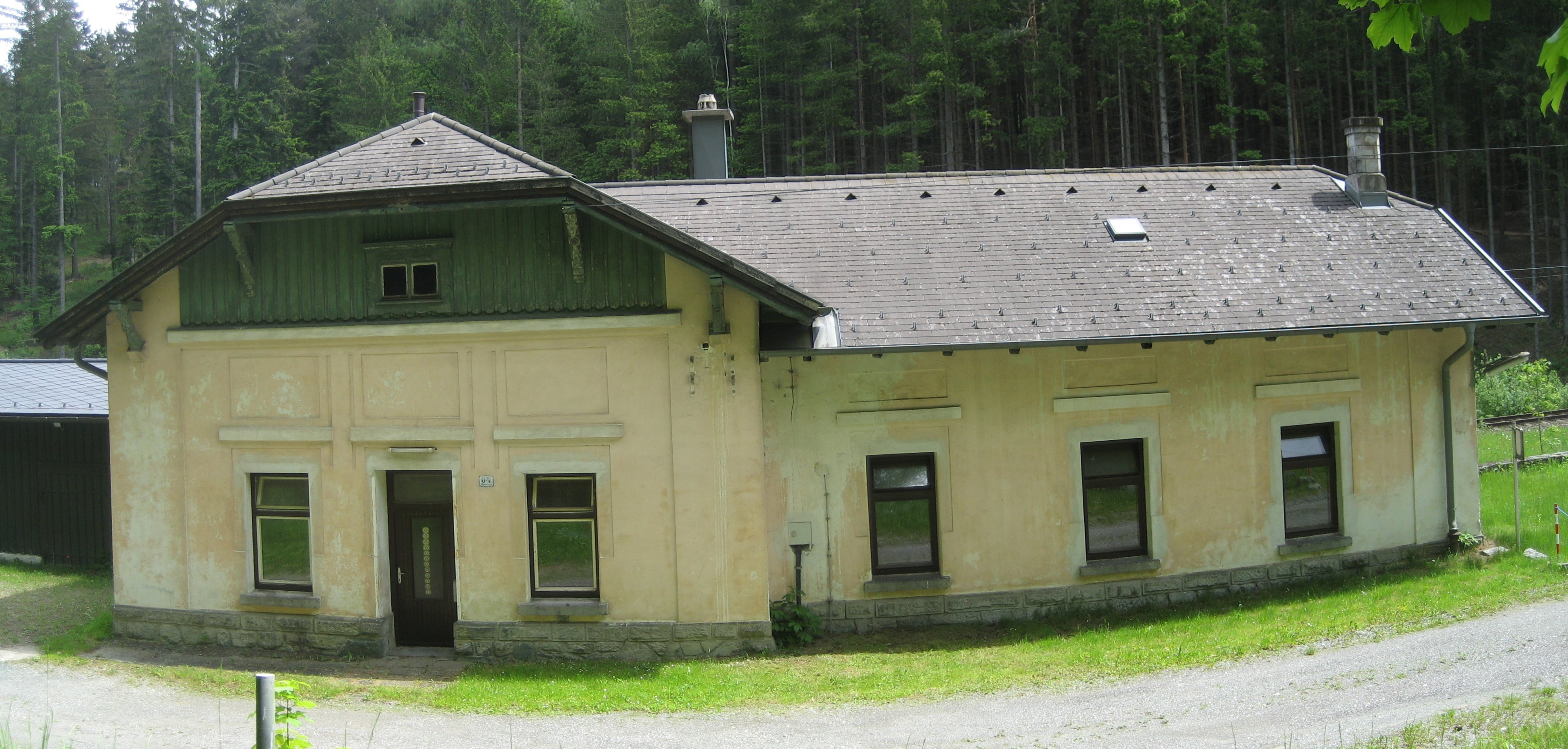
Rückseite des Aufnahmegebäudes